# Gruppo abeliano elementare
In algebra, e più precisamente in teoria dei gruppi, un gruppo abeliano si dice elementare quando è un gruppo finito e tutti i suoi elementi hanno lo stesso ordine p (a eccezione dell'unità). Ne discende che p è un numero primo.
La definizione equivale a dire che il gruppo è isomorfo alla somma diretta di un certo numero di gruppi ciclici di ordine p.